# Gedong Kirtya

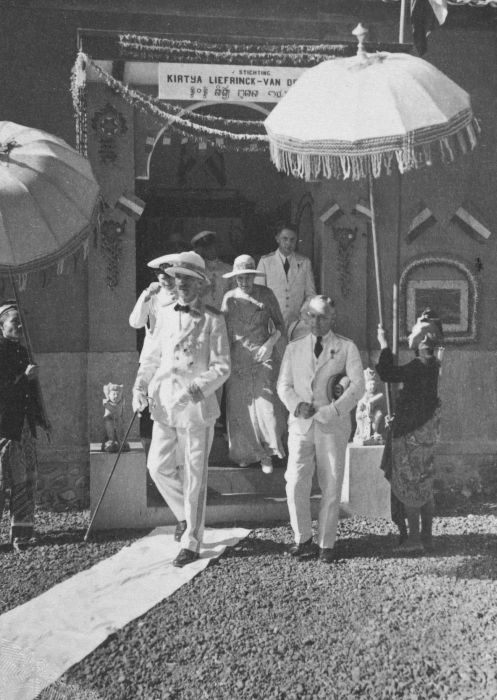
Il governatore generale delle Indie Olandesi B.C. de Jonge in visita alla biblioteca di Gedong Kirtya, 1935.

Gedong Kirtya è un museo-biblioteca sito nel villaggio di Singaraja, sull’isola indonesiana di Bali.

## Etimologia
Gedong Kirtya significa il luogo dell’impegno in cui la parola kirtya, dalla radice sancrita kr,  significa sforzo/impegno.

## Storia
Fu fondato nel 1928 dal sovrano Anak Agung I Gusti Putu Djelantik di Buleleng a Singaraja, capitale coloniale delle Piccole Isole della Sonda. Il museo fu allestito, in un antico palazzo reale, col nome "Kirtya Liefrinck Van der Tuuk" in onore di Liefrinck Van der Tuuk, residente del governo olandese appassionato di cultura e letteratura balinese; ora l’intero complesso è conosciuto col nome di Sasana Budaya, (Casa della cultura).
Il museo copre un'area di 300 metri quadrati ed è suddiviso in quattro padiglioni espostivi: manoscritti lontar; libri antichi; amministrazione; spazio espositivo e di lettura.
La biblioteca contiene migliaia di lontar, (foglie secche di palma) e prosasti (iscrizioni su rame); scritti in antico giavanese e sanscrito, tranne il Lontar satua in lingua balinese. Oltre a manoscritti cartacei contengono documenti dell'era coloniale (1901-1953), in caratteri balinesi e latini. 
Nel 2017, il Gedong Kirtya includeva oltre 5.057 lontar (di cui 203 danneggiati).

## Collezioni
Le singole sezioni della biblioteca sono organizzate a seconda delle tematiche dei manoscritti e questi "classificati" dai più antichi ai più moderni. 
- Lontar sasak, testi di cultura Sasak[7].
- Matrastawa, testi religiosi, che contengono mantra/puja/veda.
- Niticastra e Tutur, testi di legge e etica.
- Warig, testi di astronomia e astrologia.
- Usadha, testi di medicina tradizionale.
- Geguritan, testi di poesia.
- Babad pamancangah, testi epici.
- Satua[8], testi di racconti popolari balinesi.

## Galleria d'immagini

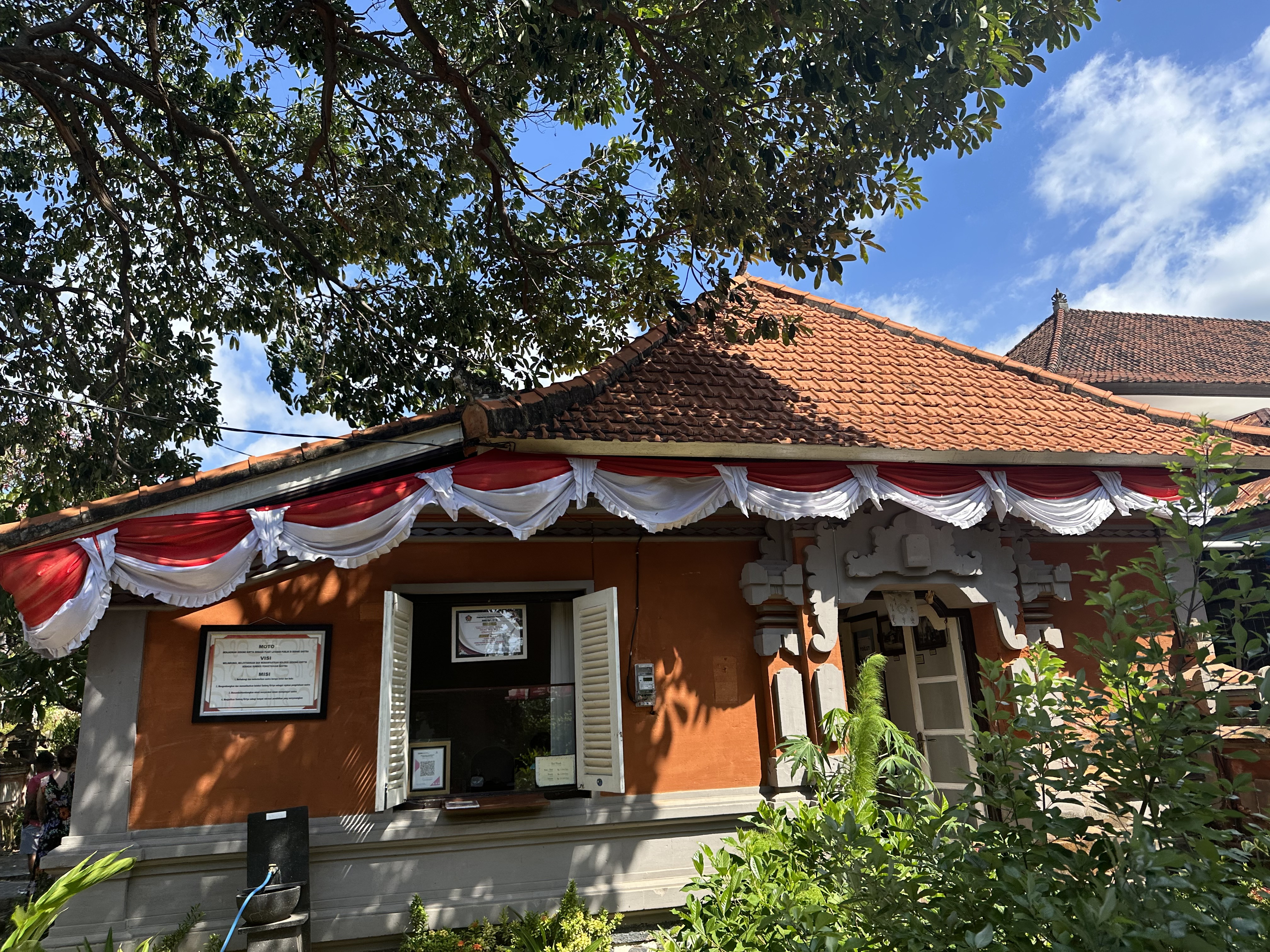
Un edificio della biblioteca Gedong Kirtya.
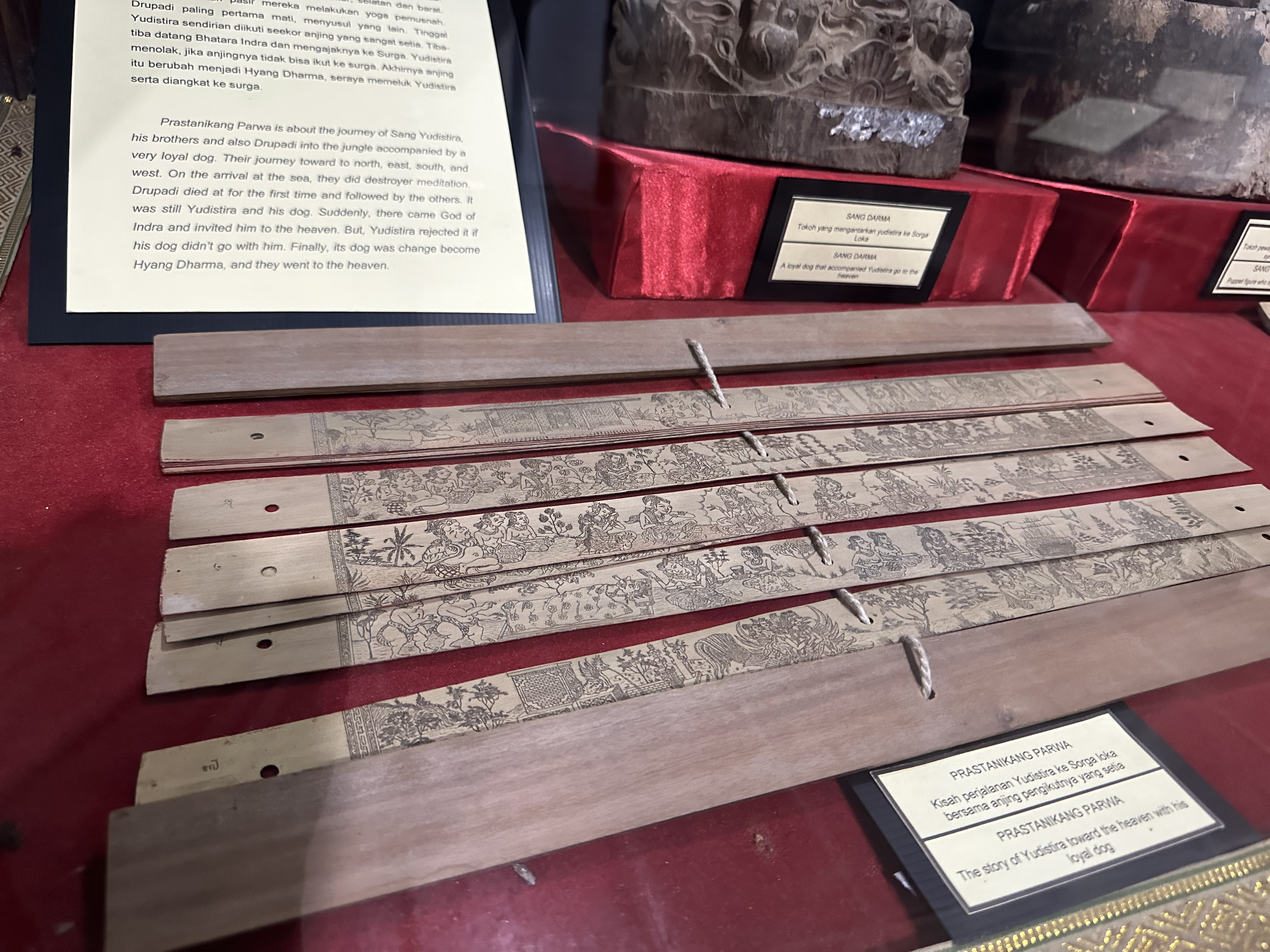
Manoscritti di lontar.
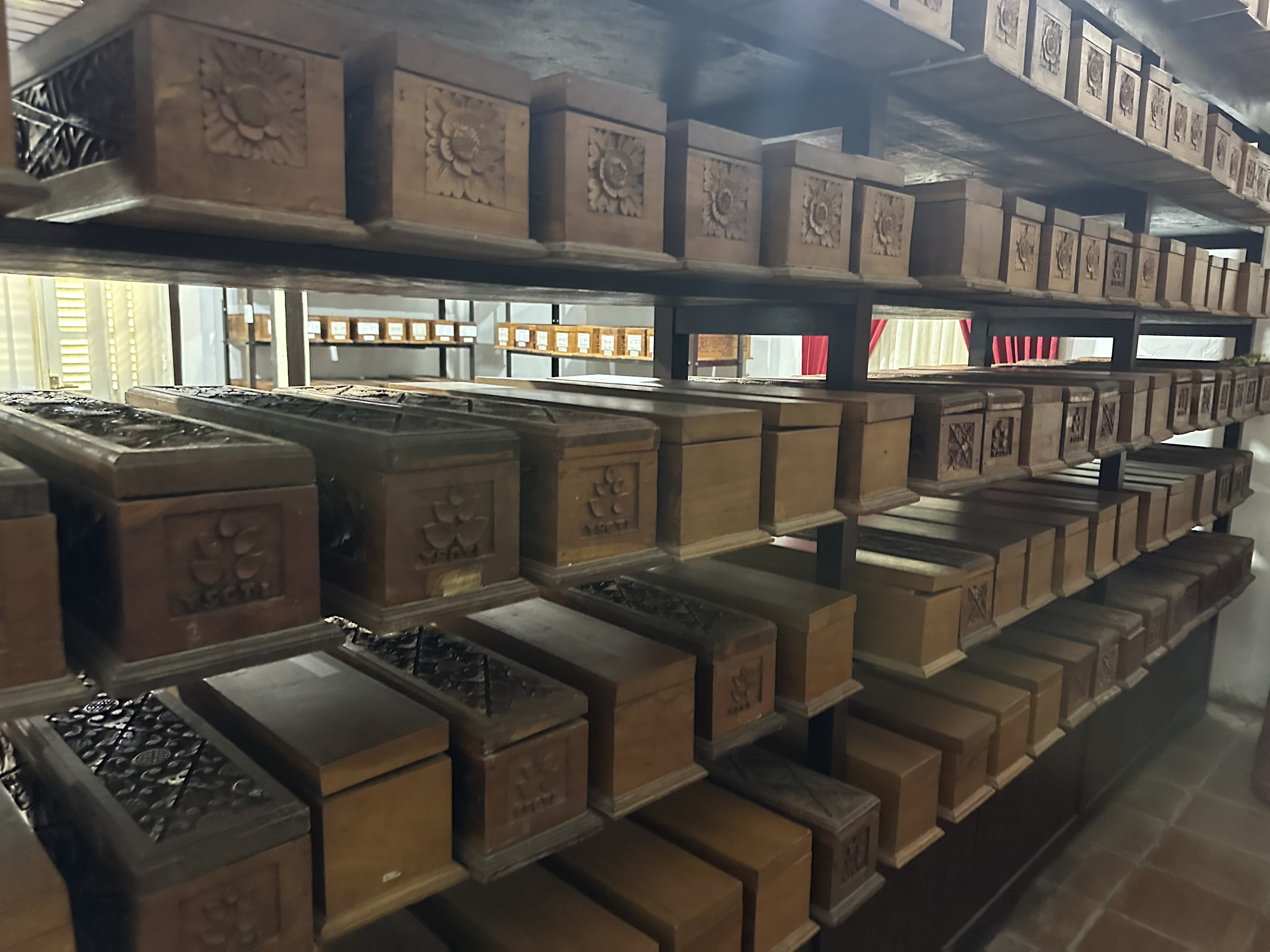
Scatole in legno contenenti lontar.
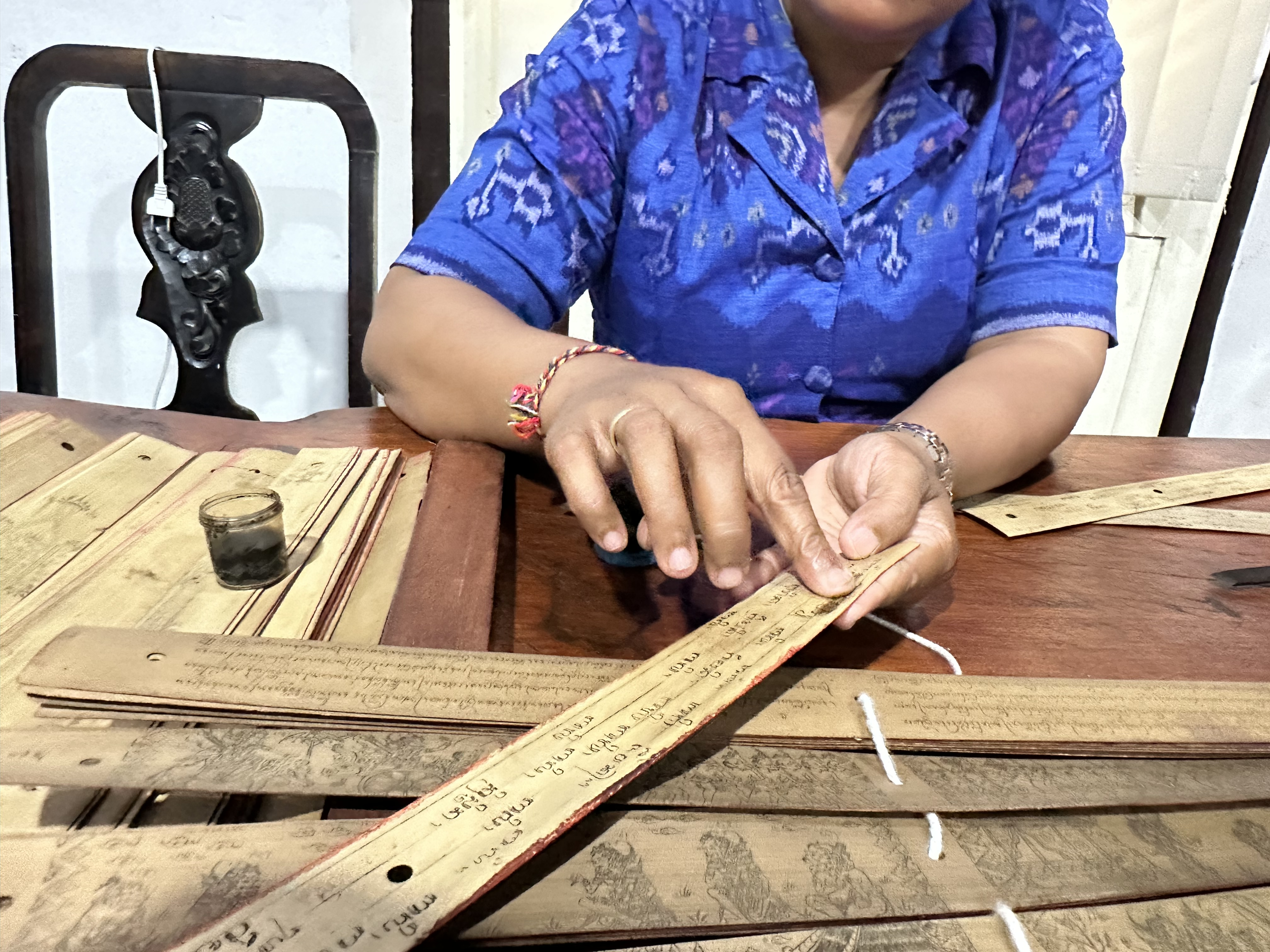
Restauro di un lontar.
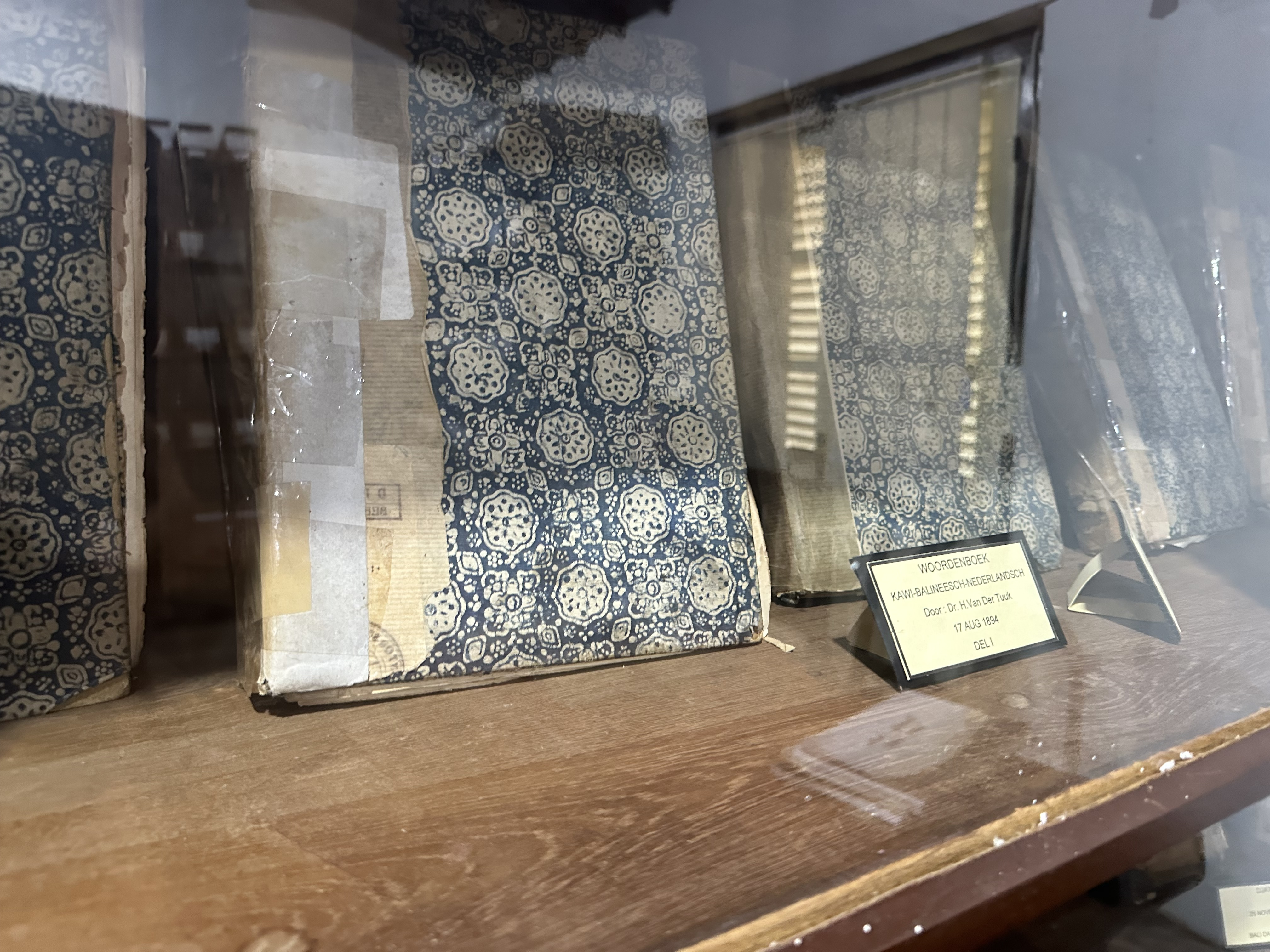
Manoscritti in una vetrina della libreria Kirtya.